# Fila
Fila — южнокорейская компания, производитель и поставщик спортивной одежды, обуви и спортивных аксессуаров.
Компания была основана Этторе и Джансеверо Фила в 1911 году в Италии. Корейское подразделение Fila приобрела бренд в 2007 году и провела первичное публичное предложение акций (IPO) на Корейской бирже в сентябре 2010 года.

## История

### Италия (1911—2007)
Компания была основана в 1911 году в Италии. Завод производил различные ткани и располагался в городе Биелла на севере Италии. Вскоре компания начала выпуск нижнего белья, а впоследствии, в 1973 году — спортивной одежды. В том же году компания заключает договор с теннисистом Бьорном Боргом. Борг становится 11-кратным чемпионом Турниров Большого шлема, нося одежду именно этой марки, что приносит компании всемирное признание и популярность. Также на популярность бренда повлияли контракты с такими спортсменами, как Том Уотсон, Райнхольд Месснер, Альберто Томба, Мозес Тануи, Ким Клийстерс. В 2003 году компания была куплена американской корпорацией Cerberus Capital Management. Cerberus Capital Management осуществляла управление почти всей компанией через холдинг Sports Brands International. Исключение составлял южнокорейский филиал, который являлся самоуправляемым.

### Республика Корея (с 2007)
В январе 2007 года южнокорейский филиал выкупил бренд и все дочерние компании, став таким образом одним из крупнейших производителей спортивной одежды в Южной Корее.
В марте 2021 года компания решила продолжить использовать хлопок из Синьцзяна, несмотря на громкий скандал, связанный с возможными нарушениями прав человека и использованием «подневольного труда» уйгуров.